# گمینا کووداوا (استان لوبوسکی)
گمینا کووداوا (استان لوبوسکی) (به لهستانی:  Gmina Kłodawa) یک گمینا در لهستان است که در شهرستان گوژوف واقع شده‌است. گمینا کووداوا ۲۳۴٫۸۳ کیلومتر مربع مساحت و ۶٬۳۲۷ نفر جمعیت دارد.